# Karangrejo (Kutoarjo)
Karangrejo is een bestuurslaag in het regentschap Purworejo van de provincie Midden-Java, Indonesië. Karangrejo telt 1231 inwoners (volkstelling 2010).